# Jan Kisiel
Jan Kisiel (ur. 13 sierpnia 1951 w Zabrzu) – polski piłkarz, trener piłkarski. Wychowanek Walki Makoszowy, występował również w barwach Górnika Zabrze oraz Concordi Knurów, gdzie zakończył karierę piłkarską i rozpoczął pracę jako trener.
Do Górnika Zabrze wrócił jako asystent Marcina Bochynka. W sezonie 1989/90 samodzielnie prowadził drużynę Górnika w ekstraklasie.
Jako trener Górnika przeszedł do historii klubu oraz polskiej piłki nożnej. W debiucie, jako najmłodszy trener ligi pokonał ówczesnego mistrza Polski, Ruch Chorzów 3:0 po bramkach Lisska, Cygana i Dankowskiego. Zwycięstwo to dawało drużynie dodatkowy punkt, a więc było to zwycięstwo za 3 punkty, wyczynu tego nie udało się już nikomu powtórzyć .
Po zakończeniu sezonu Kisiel wyjechał z rodziną do Niemiec, gdzie trenował drużyny młodzieżowe m.in. FC Schalke 04 i Rot-Weiß Essen.